# Markian Popov
Markian Michajlovič Popov (15. listopadu 1902 – 22. dubna 1969) byl sovětský vojenský velitel, armádní generál (26. srpna 1943) a Hrdina Sovětského svazu (1965).
Jeho otec byl státní úředník, národností Rus. Popov vstoupil do Rudé armády v roce 1920 a do bolševické strany v roce 1921. Během války proti nacistickému Německu postupně velel několika armádám a frontům. V červnu 1941 byl velitelem Leningradského vojenského okruhu, poté Severního frontu (24. června – 5. září). Němci postupovali úžasnou rychlostí, ale pak byli zastaveni těsně před Leningradem. Popovův Severní front byl 26. srpna rozdělen na fronty dva, Karelský a Leningradský, Popov převzal druhý. Později se Popov podílel na Žukovově protiofenzivě před Moskvou. Žukov, který moskevském sektoru koordinoval několik frontů, se v této oblasti pokusil shromáždit schopné velitele.[zdroj?] Například 16. armádu vedl generál Rokossovskij, velitelem 4. úderné armády byl generál Jeremenko, páté armádě velel generál Govorov. 18. prosince byl Popov jmenován velitelem 61. armády (Brjanský front) a během protiofenzivy bojoval dobře.
Tuto pozici udržel do 28. června 1942. Poté byl přesunut do Stalingradské oblasti. Byl zástupcem velitele Stalingradského frontu (Jeremenka, 13. října – 26. prosince), přičemž krátce (8. – 28. prosince) velel 5. úderné armádě. 26. prosince byla tato armáda převelena na Jihozápadní front vedený Vatutinem a Popov do ledna 1943 vykonával funkci jeho zástupce. Od ledna 1943 Popov nejprve velel mechanizované skupině frontu, která téměř dosáhla Dněpru, ale v únoru utrpěla těžkou porážku.
Poté byl (v dubnu 1943) jmenován velitelem Rezervního frontu, resp. Stepního vojenského okruhu. Začátkem června si vyměnil místo s generálem Rejterem velícím Brjanskému frontu, v čele frontu Popov stál od 5. června od 10. října 1943, účastnil se s ním bitvy v Kurském oblouku. Jeho front zde byl velmi úspěšný a dokázal v srpnu dobýt Orel a Brjansk. Popov byl povýšen na armádního generála (26. srpna 1943). Po bitvě u Kursku byl poslán na sever, aby velel 2. pobaltskému frontu (20. října 1943 – 23. dubna 1944). Pak byl degradován na generálplukovníka (20. dubna 1944) kvůli neúspěšným akcím v pobaltské oblasti. Do konce války byl náčelníkem štábu Leningradského frontu.
Po válce velel vojenským okruhům, byl znovu povýšen na armádního generála (3. srpna 1953), roku 1955 přešel do Moskvy na Hlavní správu bojové přípravy ministerstva obrany (zástupce náčelníka a náčelník). V letech 1956–62 byl náčelníkem generálního štábu sovětských pozemních sil .
Zemřel 22. dubna 1969 při náhodném požáru.